# 大槌バイパス
大槌バイパス（おおつちバイパス）は、岩手県上閉伊郡大槌町を通る国道45号のバイパス道路である。

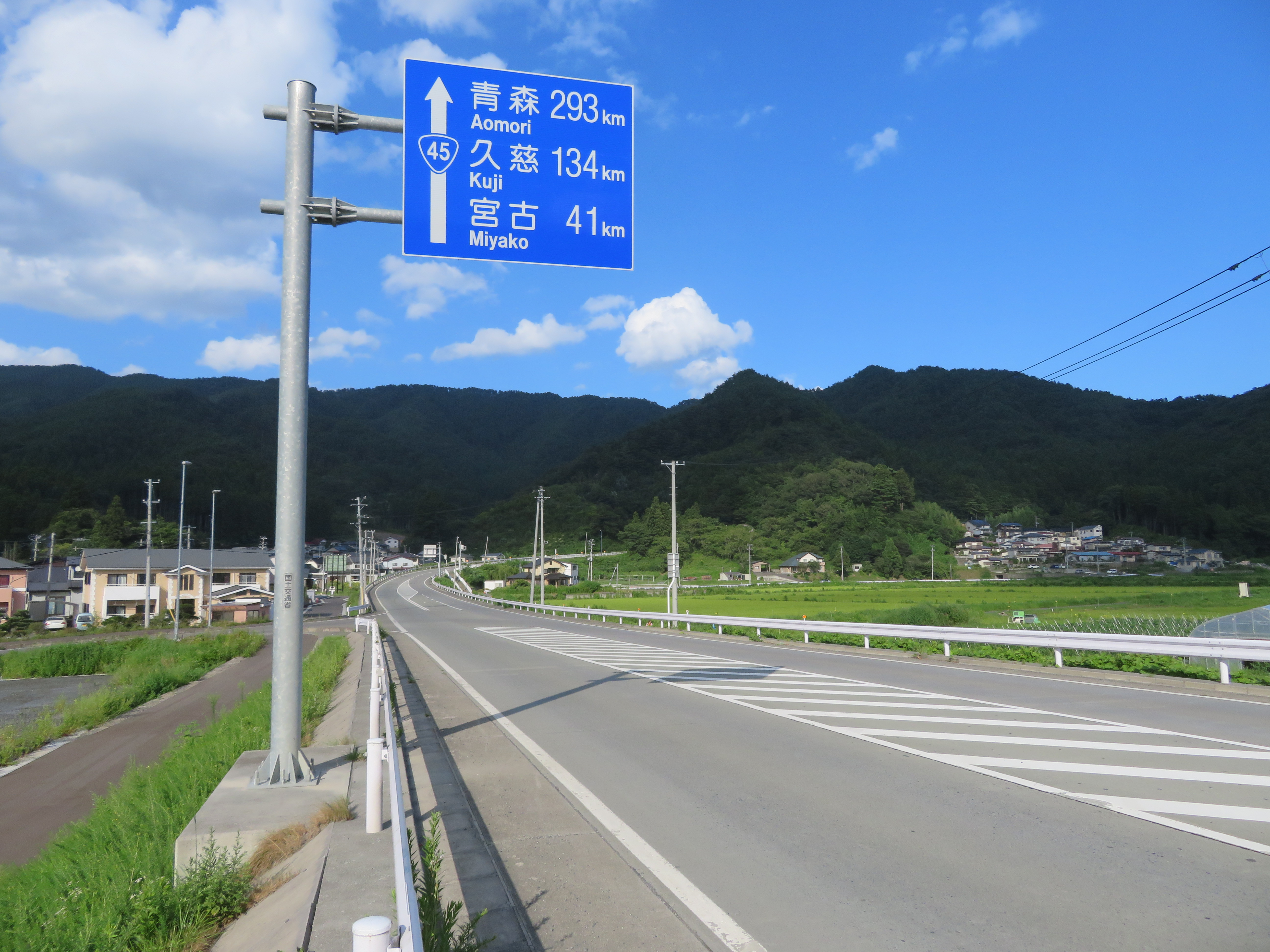
岩手県上閉伊郡大槌町大槌付近

## 概要
大槌町中心部の混雑緩和を目的に1992年に片側1車線で開通。途中城山・夏本・霜ヶ沢の3トンネルを有する。なお旧道は岩手県道280号大槌小鎚線に変更されている。

### 路線データ
- 起点：大槌町小鎚字生井沢（シーサイドタウンマスト前。岩手県道280号大槌小鎚線交点）
- 終点：大槌町大槌字霜ヶ沢（岩手県道280号大槌小鎚線交点）

## 地理

### 交差する道路
- 岩手県道26号大槌小国線（大槌町大槌字沢山）